# Uniszki Zawadzkie
Uniszki Zawadzkie – wieś sołeckaw Polsce położona w województwie mazowieckim, w powiecie mławskim, w gminie Wieczfnia Kościelna. Leży przy drodze wojewódzkiej nr 587.
| SIMC    | Nazwa    | Rodzaj     |
| ------- | -------- | ---------- |
| 1056008 | Kołakowo | przysiółek |

W latach 1975–1998 miejscowość administracyjnie należała do województwa ciechanowskiego. W rejonie wsi, na tzw. Wale Wzniesień Mławskich, gdzie znajdowały się mławskie fortyfikacje, toczono ciężkie walki z Niemcami podczas kampanii wrześniowej 1939 roku.
18 maja 1985 roku, w miejscu walk wojsk polskich z hitlerowskim najeźdźcą, odsłonięto pomnik Polskiego Piechura.

## Zobacz też

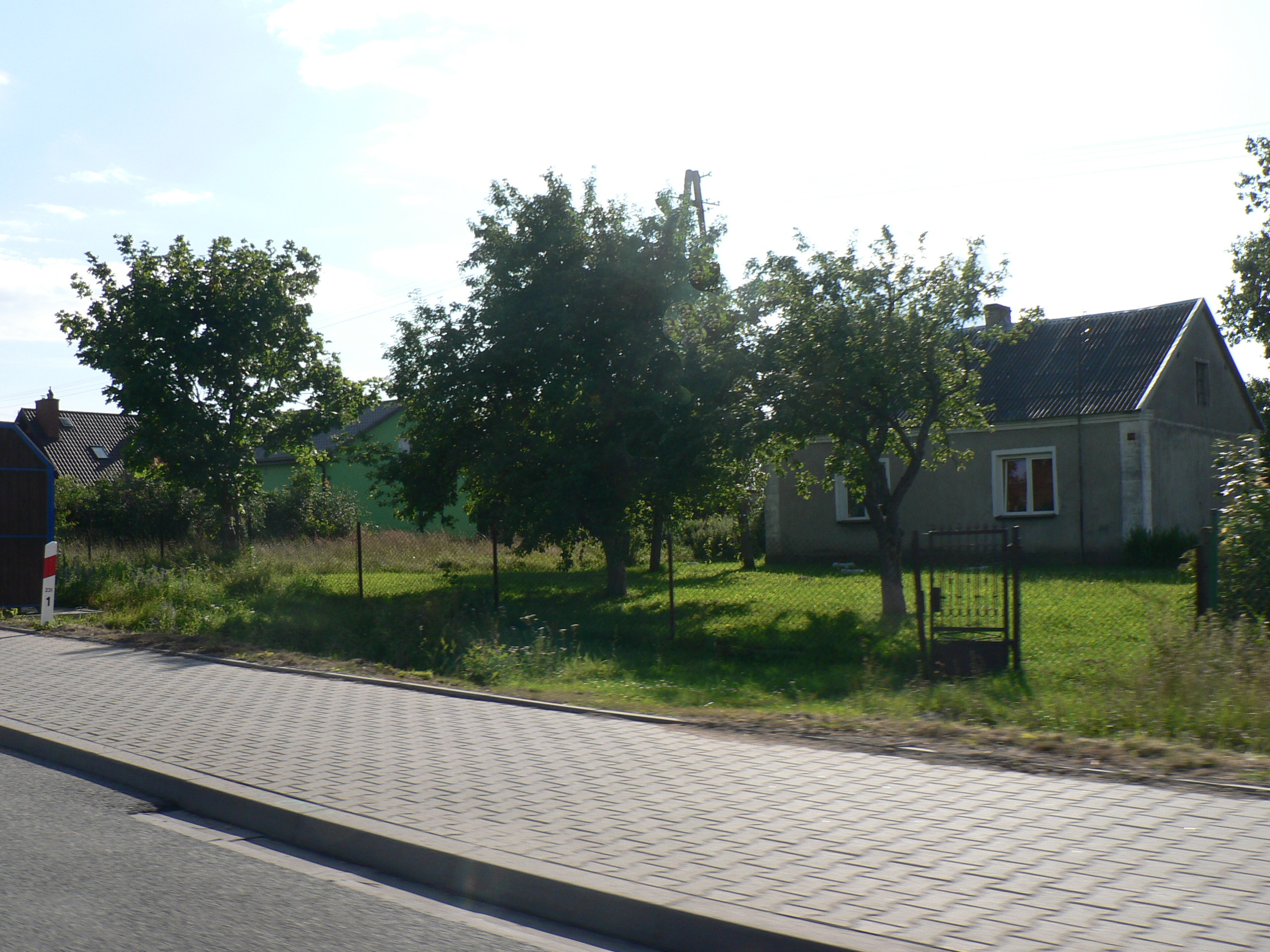
Zabudowania Uniszek Zawadzkich widziane z drogi krajowej nr 7

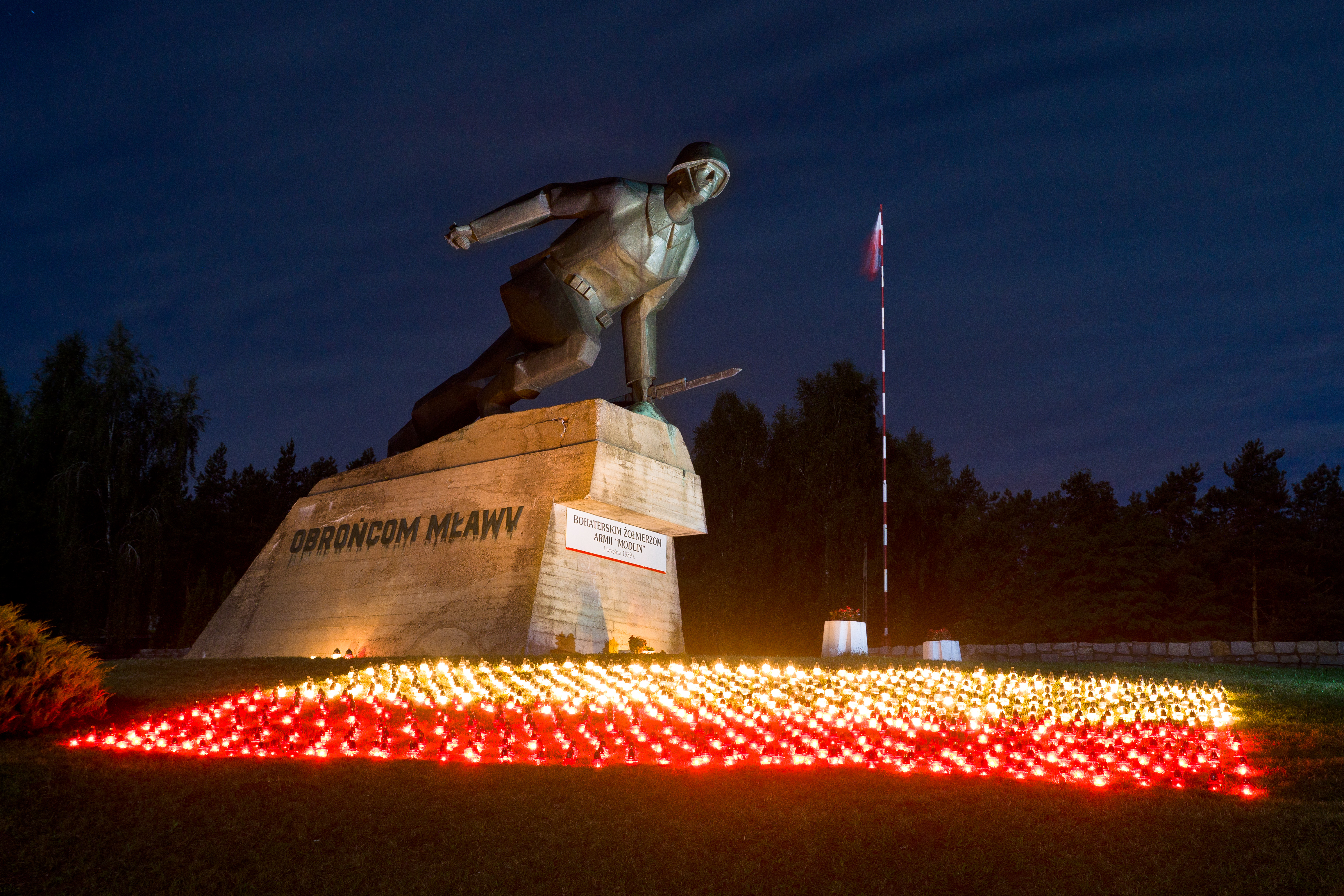
Pomnik Polskiego Piechura w Uniszkach Zawadzkich upamiętniający bitwę pod Mławą w 1939 r.